# Чарвакское водохранилище
Чарва́кское водохрани́лище — водохранилище, расположенное в Бостанлыкском районе Ташкентской области Узбекистана, на севере области. Оно находится на реке Чирчик несколько ниже по течению места слияния рек Пскем и Чаткал между отрогами Угамского и Чаткальского хребтов западного Тянь-Шаня. Расположение водохранилища можно посмотреть на приводимой здесь схематической карте Ташкентской области. Высота над уровнем моря — 1620 м.
Водохранилище образовано каменно-насыпной плотиной высотой 168 метров Чарвакской ГЭС. Объём водохранилища составляет приблизительно 2 км³. Площадь водосборного бассейна — 3200 км². Площадь водной поверхности водохранилища составляет более 37 км², протяжённость береговой линии около 95 километров, также глубина в среднем — 36 метров, а максимальная примерно 120—148 м. Уровень водохранилища значительно понижается в летний период времени, так как его вода используется для задач ирригации и поливного земледелия в долине Чирчика.
В водохранилище водятся такие виды рыбы как сазан, маринки, форель, сиг, пелядь.
С 10 июля 2020 года на водохранилище запрещена эксплуатация моторных водных транспортных средств. Исключение сделано для «министерств и ведомств, уполномоченных на выполнение специальных задач». Разрешено использование безмоторного или работающего на альтернативных источниках энергии водного транспорта.

## Краеведческие сведения
На берегу водохранилища расположены многочисленные пансионаты, зоны отдыха и детские летние спортивно-оздоровительные лагеря. Вокруг Чарвакского водохранилища проходит кольцевая автодорога, соединяющая населённые пункты, расположенные на его берегу.
Недалеко от места впадения в водохранилище реки Коксу расположен посёлок Бурчмулла, получивший широкую известность благодаря популярной песне Сергея Никитина на стихи Дмитрия Сухарева «Бричмулла». Также на берегу водохранилища располагаются такие посёлки как Богистон, Янгикурган, Юсупхона, Сиджак и некоторые другие.
В районе Чарвакского водохранилища в Бостанлыкском районе Ташкентской области расположено большое количество древнейших на территории Узбекистана исторических и археологических памятников. В частности, недалеко от водохранилища, на реке Пальтау, расположена стоянка первобытных людей мустьерской эпохи — Обирахмат. Близ Чарвакского водохранилища (в посёлке Ходжикент) располагается пещера под названием Чинар (Чинор), где имеется множество наскальных рисунков древних людей.
Также интересным историческим местом, расположенным на берегу водохранилища, является посёлок Богистон, который является родиной двух выдающихся людей своего времени. Это шейх Ховенди ат-Тахур (Шейхантаур), родившийся здесь в XIII веке, чей мавзолей в Ташкенте является одной из основных историко-архитектурных достопримечательностей города, и шейх Убайдулла Ахрор — дальний потомок шейха Ховенди ат-Тахура (Шейхантаур’а), по материнской линии; Убайдулла Ахрор был великим мастером суфизма и руководителем мусульманского духовенства региона в XV веке.

## Галерея
- Чарвакское водохранилище на схематической карте Ташкентской области
- Чарвак в апреле
- Вид Чарвакского водохранилища с вершины Большого Чимгана
- Чарвакское водохранилище в зимний период
- Зима. Видно дно Чарвакского водохранилища, Коксу (справа) впадает прямо в Чаткал

## Топографические карты
- Лист карты K-42-XXII. Масштаб: 1 : 200 000. Указать дату выпуска/состояния местности.
- Лист карты K-42-XXIII. Масштаб: 1 : 200 000. Указать дату выпуска/состояния местности.